# Ewald Wagner (Orientalist)
Ewald Wagner (* 8. August 1927 in Hamburg) ist ein deutscher Orientalist.

## Leben
Nach dem Studium der Fächer Semitistik, Islamkunde und Phonetik an der Universität Hamburg (Promotion 1951) und einer Zwischenstation als Bibliotheksreferendar an der Staats- und Universitätsbibliothek Göttingen (1953) legte er 1954 die Fachprüfung für den höheren Bibliotheksdienst am Bibliothekar-Lehrinstitut des Landes Nordrhein-Westfalen ab. Anschließend arbeitete Wagner zehn Jahre lang als Bibliothekar an der Universitätsbibliothek Mainz, wo er an der Universität Mainz habilitiert wurde. 1964 folgte er einem Ruf als Professor an die Universität Gießen. Dort leitete er bis zu seiner Emeritierung im Jahre 1993 das Institut für Orientalistik.

## Schriften (Auswahl)
- Syntax der Mehri-Sprache unter Berücksichtigung auch der anderen neusüdarabischen Sprachen. Berlin 1953, OCLC 13719603.
- Die arabische Rangstreitdichtung und ihre Einordnung in die allgemeine Literaturgeschichte. Mainz 1963, OCLC 906309827.
- Harari-Texte in arabischer Schrift. Mit Übersetzung und Kommentar (= Aethiopistische Forschungen, Bd. 13). Steiner, Wiesbaden 1983, ISBN 3-515-03608-3.
- Grundzüge der klassischen arabischen Dichtung. Zwei Bände (= Grundzüge, Bd. 68 und Bd. 70). Wissenschaftliche Buchgesellschaft, Darmstadt 1987/1988.
- Islamische Handschriften aus Äthiopien (= Afrikanische Handschriften, Bd. 2/Verzeichnis orientalischen Handschriften in Deutschland, Bd. 24,2). Steiner, Stuttgart 1997, ISBN 3-515-07006-0.
- Harar. Annotierte Bibliographie zum Schrifttum über die Stadt und den Islam in Südostäthiopien. Wiesbaden 2003, ISBN 3-447-04742-9.
- Abū Nuwās in Übersetzung. Eine Stellensammlung zu Abū-Nuwās-Übersetzungen vornehmlich in europäische Sprachen. Wiesbaden 2012, ISBN 978-3-447-06638-9.

## Ehrungen
- Ewald Wagner wurde 2016 zum Ehrenmitglied der Deutschen Morgenländischen Gesellschaft gewählt.

## Familie
- Ewald Wagner ist der Vater der Indogermanistin Elisabeth Rieken.